# White Automitrailleuse
Der Automitrailleuse White (offiziell auch als White AM bezeichnet) war ein französischer Panzerspähwagen, der im Ersten Weltkrieg auf dem Fahrgestell eines Lastkraftwagen der amerikanischen White Motor Company aufgebaut war. Die Aufbauten aus Panzerplatten lieferte das französische Unternehmen Ségur & Lorfeuvre.
Nachdem die ersten Fahrzeuge ab 1915 eingesetzt worden waren, nutzten die französischen Streitkräfte die Aufbauten später mit neuen Fahrgestellen, als White-Laffly AMD 50 und Laffly-Vincennes AMD 80 bis mindestens 1943. Die Fahrzeuge hatte vier Mann Besatzung und war mit einer 37-mm-Kanone, Maschinengewehren und einem oder zwei koaxial montierten Maschinengewehr/en ausgestattet.

## Geschichte

### Entwicklung

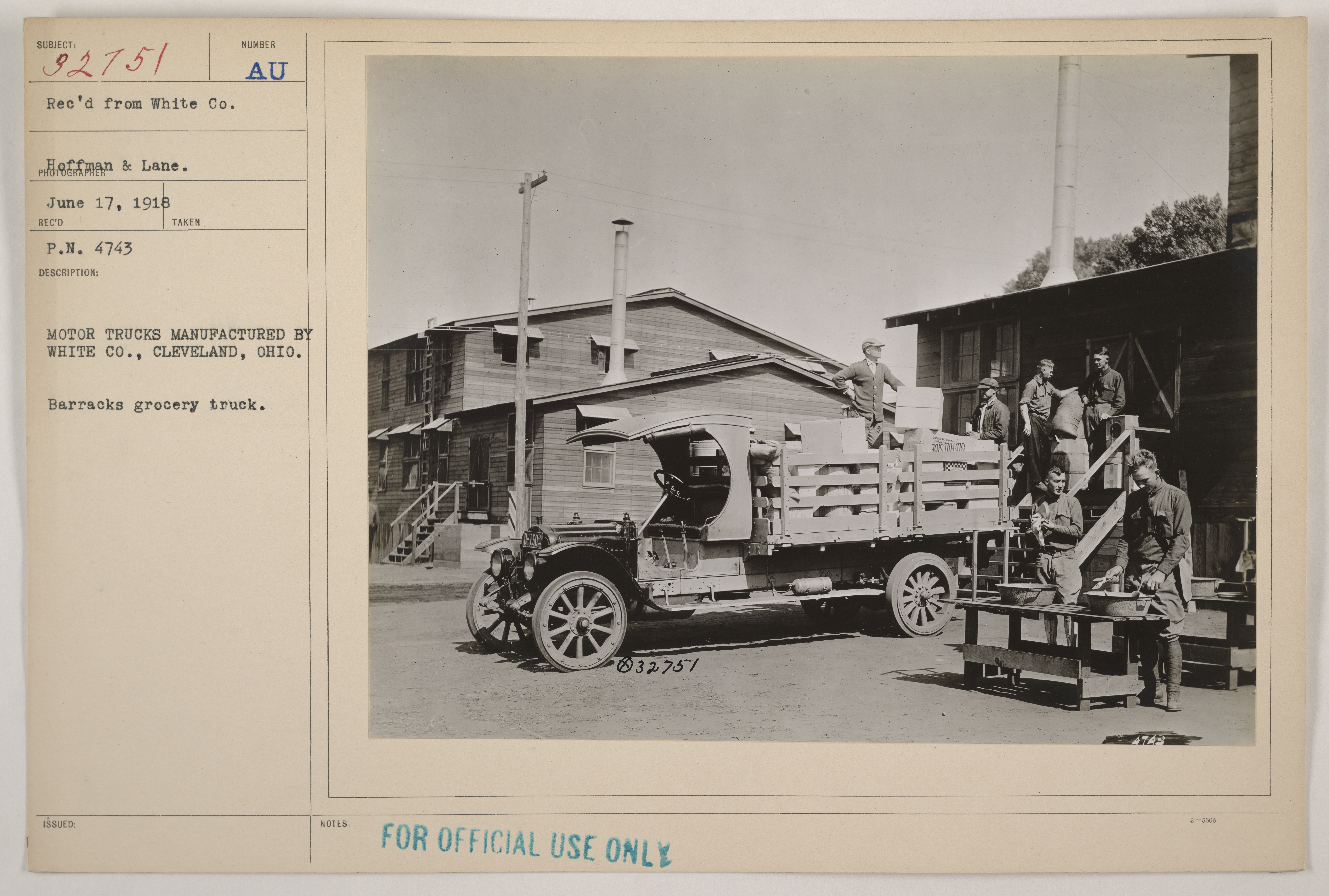
White Lastkraftwagen aus dem Jahr 1918

Im Jahr 1915 importierte Frankreich amerikanische Lastkraftwagen-Chassis von der White Motor Company. Basierend auf den Erfahrungen mit zuvor gefertigten Panzerwagen von Peugeot und Renault fertigte die Firma Ségur & Lorfeuvre ein Fahrzeug, welches eine Kanone und ein Maschinengewehr, die zuvor einzeln in Peugeot-Fahrzeugen verbaut waren, nebeneinander im Turm montierte.

### Produktion
Die erste Produktion erfolgte noch im gleichen Jahr und es wurden 20 Fahrzeuge gefertigt, die als White AM Mle 1915 bezeichnet wurden. Doch die Westfront war in einem Grabenkrieg erstarrt und man hatte dort keine Verwendung für die Fahrzeuge. Deshalb wurde die weitere Fertigung eingestellt.
Im Jahr 1917 wurde die Fertigung wieder aufgenommen, wobei in Frankreich produzierte White-Fahrgestelle verwendet wurden. Diese Fahrzeuge wurden als White AM Mle 1917/1918 bezeichnet wurden. Anders als beim Mle 1915 handelte es sich um einen Rechtslenker. Von diesem Modell wurden etwa 230 Fahrzeuge gebaut, von denen bei Ende des Krieges noch 205 im Einsatz waren.

### Weitere Verwendung
Ende der 1920er Jahre wurden die ursprünglich verwendeten Fahrgestelle als völlig abgenutzt bewertet. Doch die Panzeraufbauten waren noch immer in einem guten Zustand. So wurden in den Jahren 1927 und 1928 Entwürfe erstellt, um die alten Fahrgestelle zu ersetzen. Der erste so entstandene Prototyp war der White-Laffly AMD 50, dabei steht AMD für Auto-Mitrailleuse de Découverte, also Maschinengewehrwagen zur Aufklärung. Der Prototyp wurde 1931 ausgeliefert und es folgten weitere 98 Umbaufahrzeuge. Obwohl von den White Fahrgestellen nichts mehr übrig war, führten die Fahrzeuge weiterhin White in der Fahrzeugbezeichnung, um die Herkunft darzustellen.
Schon bald wurde klar, dass es erforderlich war, den Entwurf weiterzuentwickeln. Und im Jahr 1933 wurden die ersten neuen Laffly-Vincennes AMD 80 ausgeliefert. Doch bevor die Fertigung auf den Panhard 178 umgestellt wurde, wurden von diesem Fahrzeug nur 28 Fahrzeuge ausgeliefert.

## Technische Beschreibung

### White AM

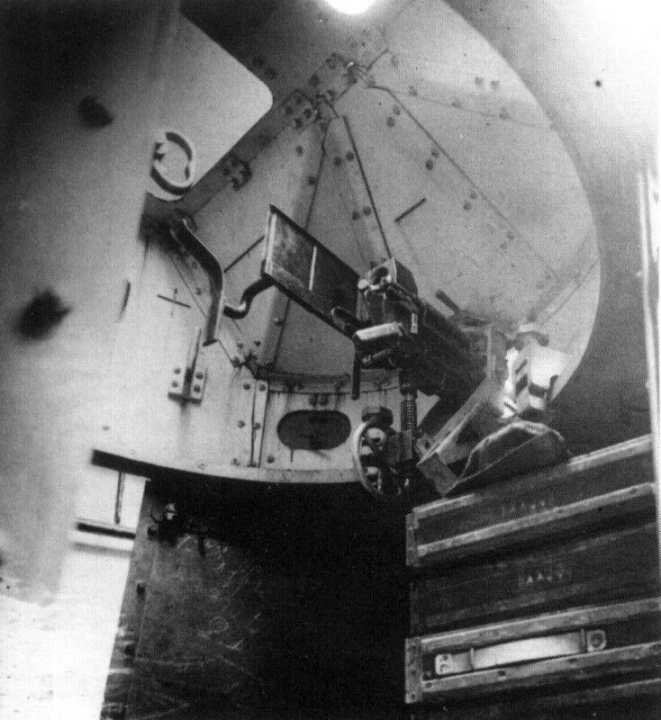
Turminnenansicht

Das Automitrailleuse White folgte der klassischen Panzerwagen-Konzeption, bei dem auf ein kommerziell verfügbares Fahrwerk ein gepanzerter Aufbau aus miteinander vernieteten Panzerplatten montiert wurde. Aus diesem Grund entsprach das Erscheinungsbild schematisch einem Personenkraftwagen dieser Epoche. Der vorne liegende 4-Zylinder-Ottomotor verlieh dem Fahrzeug 35 PS mit denen eine Höchstgeschwindigkeit von 45 km/h zu erreichen war. Was wohl ausschließlich für sehr gute Straßen galt.
Die vom französischen Hersteller des Panzeraufbaus verwendeten Platten waren maximal 8-mm stark, was jedoch angesichts der Tatsache, dass zum Zeitpunkt der Entwicklung keine Panzerabwehrwaffen existierten kein zu großes Problem darstellte. Da man mit diesen Fahrzeugen den Gegner entweder nur aufklären wollte oder die Fahrzeuge später gegen schwächer bewaffnete Milizen und Aufständische zum Einsatz kamen, war die Panzerung in der Haupteinsatzzeit wohl ausreichend. Eine Ausnahme sind wohl die Schlachtfelder der Westfront im Ersten Weltkrieg, den die dortigen Bedingungen mit schwerem Artillerieeinsatz waren auch für stärkere Panzerungen nicht geeignet.
Fahrer und Beifahrer saßen hinter dem Motor und direkt dahinter war der rundum drehbare Turm montiert. Im hinteren Aufbau war ein vollständiger weiterer Fahrerplatz, damit das Fahrzeug auch rückwärts mit hoher Geschwindigkeit gefahren werden konnte.
Die Bewaffnung, eine 37-mm-Kanone Puteaux SA und ein 8-mm-Maschinengewehr Hotchkiss M1914, waren getrennt vorne und hinten im Turm untergebracht. Es war mit dieser Konstruktion schwieriger erfolgreich den Gegner zu bekämpfen als mit einer koaxialen Konzeption.

### White-Laffly AMD 50

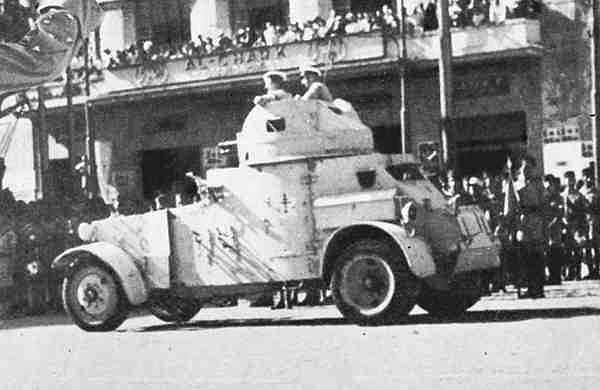
AMD 50 auf einer Parade

Der Umbau auf das Laffly Fahrgestell erfolgte ohne größere Veränderungen am Panzeraufbau. Durch die neue Motorisierung mit einem 50-PS-Laffly-4-Zylinder-Motor konnte die Fahrzeuggeschwindigkeit auf 60 km/h gesteigert werden. Auch konnte die Reichweite um 60 km auf insgesamt 300 km angehoben werden. Es blieb der Konfiguration der Bewaffnung, bei dem nun ein 7,5-mm-Maschinengewehr von FM, das FM 24/29, das inzwischen veraltete 8-mm-Hotchkiss ersetzte.

### Laffly-Vincennes AMD 80

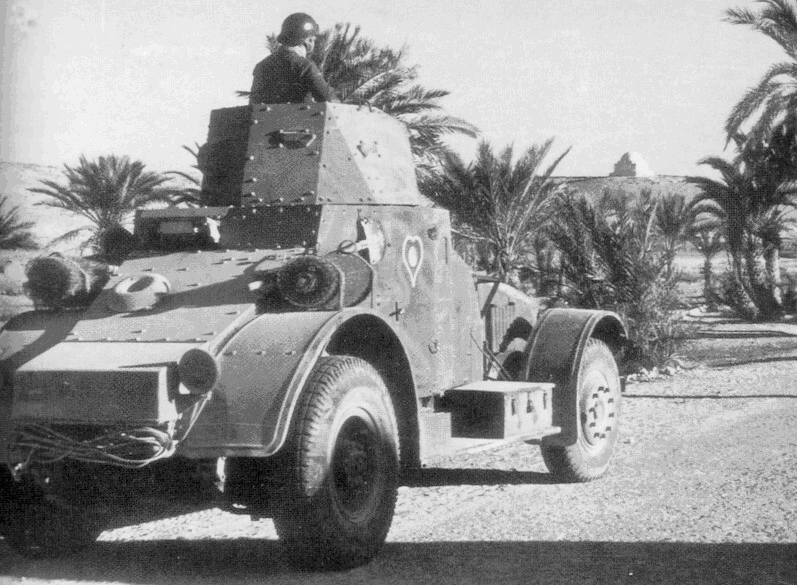
AMD 80 im Juni 1940 bei den 8e Régiment de Chasseurs d’Afrique

Der Laffly-Vincennes AMD 80 war ein deutlich verbesserter Entwurf gegenüber dem AMD 50. Wiederum wurde das originale White Fahrwerk ersetzt und nun kam das neue Fahrgestell Laffly LC 2 mit dem stärkeren Laffly 80 PS – Vierzylinder-Motor zur Verwendung, durch das die Höchstgeschwindigkeit auf 80 km/h gesteigert werden konnte und die Reichweite konnte auf 400 km erhöht werden. Auch wurde ein neuer Turm entworfen, der als Bewaffnung ein schweres 13,2-mm-Maschinengewehr vom Typ Hotchkiss M1929 mit einem koaxialen 7,5-mm-FM 24/29 und ein weiteres FM 24/29 auf der Rückseite des Turms hatte.

Optisch ist das Fahrzeug zudem an der längeren Panzerung am Fahrzeugheck zu erkennen, auf der ein Ersatzreifen montiert werden konnte.

## Einsatz
Im Jahr 1918 betrachtete die französische Armee den White AM als ihren besten und nützlichsten Panzerwagen und trotz aller Widrigkeiten galt deren intensiver Einsatz an der Westfront als sehr erfolgreich.
Ab 1937 wurden die White-Laffly AMD 50 und Laffly-Vincennes AMD 80 auf dem europäischen Kontinent durch die neuen Panhard 178 ersetzt und vorzugsweise an die französischen Territorien in Übersee abgegeben. So waren, abgesehen von in Frankreich verbliebenen 13 Fahrzeugen, die restlichen AMD 50 im Mai 1940 in Algerien, Tunesien, Indochina und im Libanon zu finden.

Alle AMD 80 waren nach Nordafrika gebracht worden.

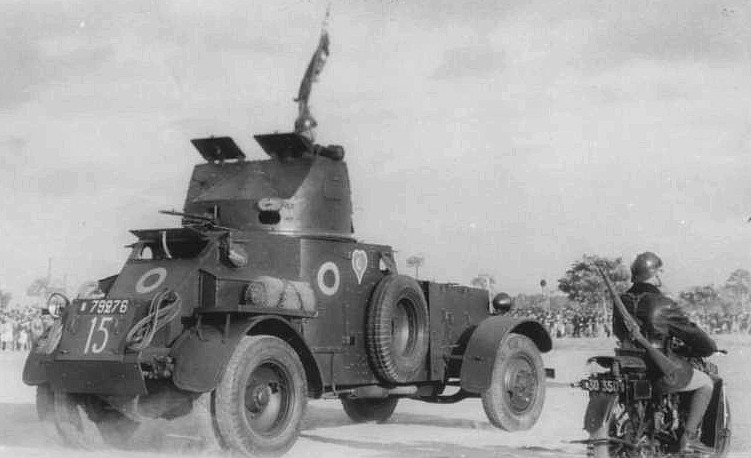
AMD 50 des 4e Régiment de Chasseurs d’Afrique vermutlich 1938

Die in Frankreich verbliebenen Fahrzeuge wurden beim deutschen Angriff von der Wehrmacht erbeutet und anschließend als Ausbildungsfahrzeuge aufgebraucht. Die Fahrzeuge in Nordafrika blieben bis 1943 im Einsatz. Danach wurden diese mit amerikanischem M8 Greyhound ersetzt. Im Jahr 1944 erhielt das 5ieme Regiment Saphi d’Algier einen Zug noch funktionsfähiger AM 80, doch schon vor 1946 wurden diese durch Panhard 165/175 ersetzt.